# Quim Araujo
Joaquim Araujo Delgado (Barcelona, 10 de marzo de 1988), más conocido como Quim Araujo, es un futbolista español que juega de centrocampista en el Torrent Club de Fútbol de la Segunda Federación.

## Trayectoria
Quim Araujo realizó sus primeros contactos en el mundo del fútbol como canterano del R. C. D. Espanyol y pasando por varios clubes hasta llegar al Club de Fútbol Badalona donde jugó en su filial a partir de 2006. En 2007 fichó por la Unión Deportiva Atlético Gramanet en donde permaneció hasta 2009.
En ese año fichó por el Club de Fútbol Montañesa con el que consiguió el ascenso a Tercera División y quedándose a las puertas del ascenso a Segunda B al año siguiente. En 2011 fichó por la Unió Esportiva Sant Andreu, equipo con el que debutó en Segunda B. En sus tres temporadas con el Sant Andreu marcó 15 goles en la categoría.
En 2014 fichó por la S. D. Compostela. Debutó con el club gallego de forma oficial el 23 de agosto marcando su primer gol de un total de 5 a lo largo de la temporada. En el verano de 2015 dejó el club gallego para marcharse al Club Deportivo Eldense. Tras su rendimiento con este equipo fichó por el Valencia C. F. Mestalla en el mercado de invierno de ese año.
En la temporada 2016-17 dio un gran salto en su carrera, tras jugar 36 partidos y marcar 4 goles en Segunda B, al jugar el play-off de ascenso a Segunda División. El filial del Valencia C. F. quedó eliminado por el Albacete Balompié cuando se encontraba a un paso del ascenso. En verano de 2017, sin embargo, fue fichado para reforzar al propio Albacete Balompié en su andadura en la categoría de plata del fútbol español. El 24 de septiembre, y dentro de la sexta jornada de liga, logró su primer gol con el Albacete frente al Real Oviedo en la victoria de su equipo por 2-1. Su gol además supuso la primera victoria del equipo de la temporada, ya que culminó la remontada de su equipo con el segundo gol.
En enero de 2018 fichó por el Córdoba Club de Fútbol, que también se encontraba en Segunda División. 
El 19 de julio de 2019 llegó al Fútbol Club Cartagena. El 20 de julio de 2020 el equipo logró el ascenso a la Segunda División tras eliminar al Atlético Baleares en la tanda de penaltis. Tras ese logró abandonó el club murciano y en octubre firmó con el Club Lleida Esportiu por dos temporadas. Debido a los problemas económicos del club, llevando meses sin cobrar, rescindió su contrato y el 18 de enero de 2022 firmó por el Águilas F. C.
En la temporada 2022-23 siguió jugando en la Región de Murcia después de firmar el 5 de agosto por el Mar Menor F. C. para competir en la Segunda Federación. La siguiente campaña siguió jugando en la misma categoría después de marcharse el 15 de agosto al Torrent Club de Fútbol.

## Clubes
| Club                             | País   | Año             |
| -------------------------------- | ------ | --------------- |
| C. F. Badalona "B"               | España | 2006-2007       |
| U. D. Atlético Gramanet          | España | 2007-2009       |
| C. F. Montañesa                  | España | 2009-2011       |
| U. E. Sant Andreu                | España | 2011-2014       |
| S. D. Compostela                 | España | 2014-2015       |
| C. D. Eldense                    | España | 2015            |
| Valencia C. F. Mestalla          | España | 2016-2017       |
| Albacete Balompié                | España | 2017-2018       |
| Córdoba C. F.                    | España | 2018-2019       |
| F. C. Cartagena                  | España | 2019-2020       |
| Club Lleida Esportiu             | España | 2020-2022       |
| Águilas F. C.                    | España | 2022            |
| Racing Cartagena Mar Menor F. C. | España | 2022-2023       |
| Torrent C. F.                    | España | 2023-actualidad |